# Meetkerke

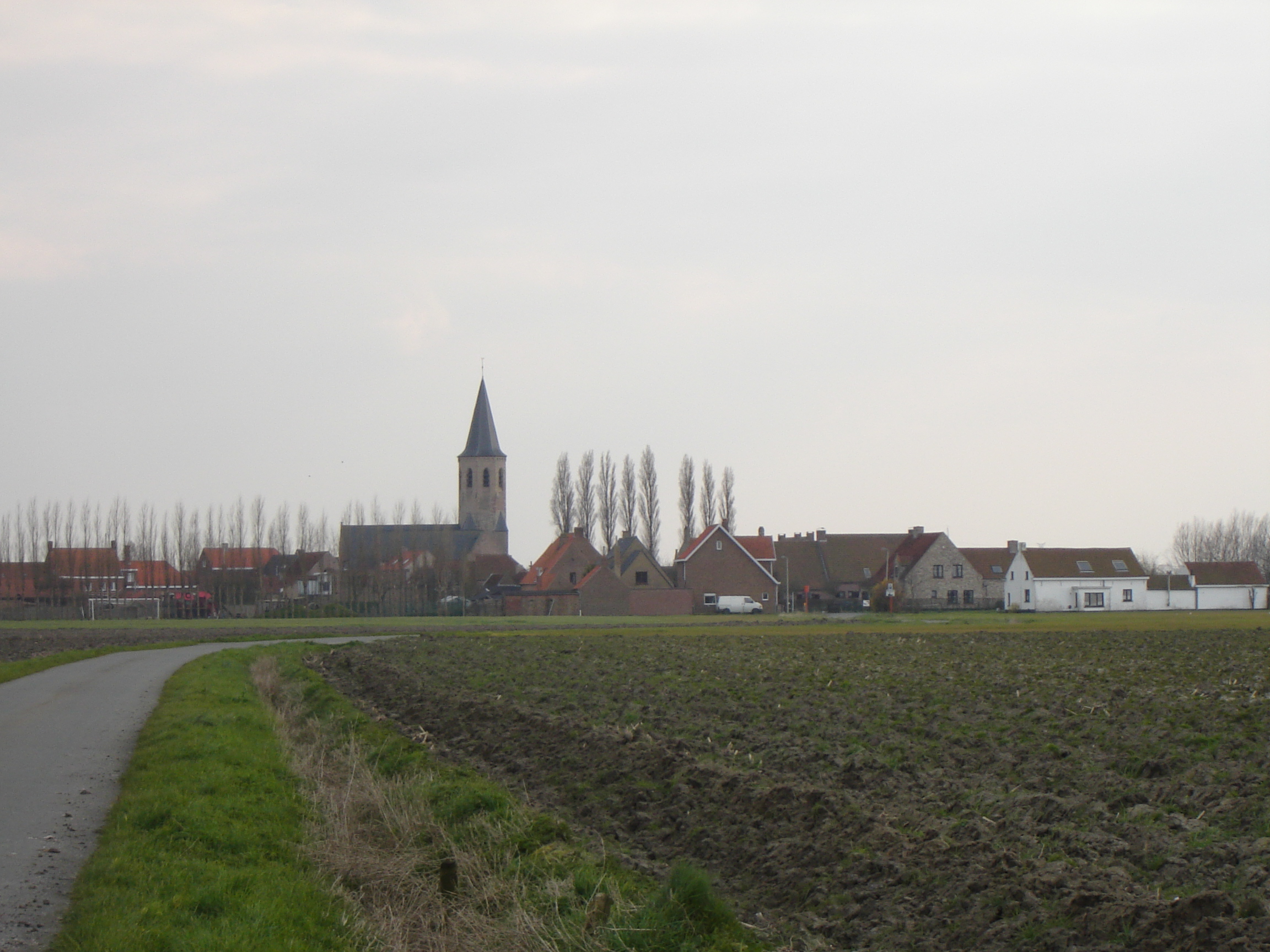
Uitzicht op Meetkerke vanuit het noorden

Meetkerke is een dorp in de Belgische provincie West-Vlaanderen en een deelgemeente van Zuienkerke. Gelegen in De Polders, op een viertal kilometer van de stad Brugge. Het aantal inwoners bedraagt ongeveer 400. Meetkerke was een zelfstandige gemeente tot aan de gemeentelijke herindeling van 1977.
De plaats wordt voor het eerst vermeld in de 11de eeuw als Matkerke (1041, in het Liber Traditionum van de Gentse Sint-Pietersabdij) of Madkerka (1089). Vanaf het midden van de 13de eeuw verschijnt de huidige vorm Meetkerke. De naam is een combinatie van "kerk" en het Middelnederlandse woord made of mede, dat "weiland" of "maailand" betekent.

## Geografie
De bodem bestaat uit klei, behalve in het zuiden: daar bevinden zich de Meetkerkse Moeren of Moere van Meetkerke. Dit is een voormalig turfwinningsgebied dat door uitvening tot op de onderliggende zandgrond dieper is gelegen dan het omringende polderland. In het verleden stond het gebied, vooral in de winter, zeer regelmatig onder water. Vanaf 1622 werd begonnen met bemaling, aanvankelijk door twee houten windmolens. Het uitgeslagen water werd (en wordt nog steeds) in de Blankenbergse Vaart geloosd. De huidige stenen Poldermolen en het gemaal aan de Biezenstraat zijn de latere opvolgers van beide molens.
De belangrijkste verkeersas is de Oostendse Steenweg van Brugge naar Oostende, die het grondgebied van oost naar west doorkruist. De belangrijkste waterloop is de Blankenbergse Vaart (vroeger ook Grote Ee genaamd) die van zuidoost naar noordwest loopt en vlak bij de kerk door het dorpscentrum stroomt. De smalle vaart, die — zoals de naam het zegt — via de Blankenbergse haven in zee uitmondt, heeft geen enkele betekenis (meer) voor de scheepvaart, maar is nog steeds van groot belang voor de afwatering.
Meetkerke wordt begrensd door de volgende gemeenten of voormalige gemeenten: Zuienkerke (kerngemeente) in het noorden, Sint-Pieters-op-de-Dijk (stad Brugge) in het oosten, Sint-Andries (stad Brugge) in het zuidoosten, Varsenare (gem. Jabbeke) in het zuidwesten en Houtave (gem. Zuienkerke) in het westen.

## Demografische ontwikkeling
- Bronnen:NIS, Opm:1831 tot en met 1970=volkstellingen; 1976 = inwoneraantal op 31 december

## Politiek
Het grondgebied van de parochie Meetkerke werd een gemeente in 1795, bij de bestuurlijke reorganisatie van de Zuidelijke Nederlanden door de Franse revolutionairen. Vanaf 1800 had de gemeente een eigen burgemeester en schepencollege. Op 1 januari 1977 ging ze op in het grotere geheel van de fusiegemeente Zuienkerke. Voormalige burgemeesters van Meetkerke waren:
- Firmin Goethals

## Familie van Meetkerke
Al in de 12de eeuw is er sprake van een familie met de naam "van Meetkerke" die behoort tot de notabelen van het Brugse Vrije. Leden van deze familie bekleden bestuursfuncties in Brugge en het Vrije. Wat hun band met Meetkerke is in die tijd, is niet duidelijk. Kort na het midden van de 14de eeuw verschijnen de van Meetkerkes in de adelslijsten. Van 1369-1370 tot 1560 zijn zij heren van Snellegem. Zij zijn nooit bezitters geweest van het leenhof en het kasteel van Meetkerke, wel van een kleiner leen, het Hof van Waesschout. De beroemdste telg uit de familie is ridder Adolf van Meetkerke (1528-1591), die onder meer een kapitale rol vervulde als onderhandelaar op het hoogste niveau tijdens de bewogen jaren van Opstand (vanaf 1576).

## Het kasteel van Meetkerke
Meetkerke was een ambacht van het Brugse Vrije, met een leenhof en een kasteel. Het kasteel stond een kilometer ten noorden van de dorpskern en was omwald. Het bestond uit een opperhof en een neerhof. Het was lange tijd in het bezit van de adellijke familie De Visch. In de 19de eeuw werd het een hoeve en in de 20ste eeuw werd de walgracht gedempt. Thans zijn de hoevegebouwen nieuw. Alleen een bouwvallige schuur bevat nog muren van het vroegere kasteel.

## Beschermd erfgoed
Meetkerke is rijk aan waardevol bouwkundig erfgoed. Een deel van de dorpskom is beschermd als dorpsgezicht. Een aantal gebouwen is beschermd als monument:
- De Onze-Lieve-Vrouw-Hemelvaartkerk, gebouwd in het centrum van het dorp, op een lichte verhevenheid bij de oever van de Blankenbergse Vaart. Van de oorspronkelijke romaanse kerk is, met uitzondering van enkele muurfragmenten in veldsteen, niets bewaard gebleven. Het huidige gebouw gaat terug op een vroeggotische kruiskerk met vieringtoren uit de 13de eeuw en onderging in de loop van de eeuwen ingrijpende wijzigingen. Na ernstig te zijn beschadigd tijdens de Opstand in de 16de eeuw, werd de benedenkerk gesloopt, waardoor de vieringtoren een westtoren werd. In de 17de eeuw werden de zijbeuken herbouwd. De kerk werd in 1926 en 1998-2002 gerestaureerd. In de kerk wordt het z.g. miraculeuze beeld van Onze-Lieve-Vrouw bewaard. Het dateert uit de 15de eeuw en is gepolychromeerd. Volgens de legende zouden vissers uit Blankenberge het naar hier gebracht hebben nadat ze het in hun netten gevonden hadden. Het is al eeuwen lang het voorwerp van bedevaarten.
- De voormalige pastorie ten noorden van de kerk en het kerkhof (Oude Molenweg). Vermoedelijk rond 1800 gebouwd op de plaats van een oudere pastorie. Gerestaureerd in 1995.
- Poldermolen van de Moere (Biezenstraat). Ronde stenen grondzeiler met buitenscheprad voor de bemaling van de Meetkerkse Moeren. Gebouwd in 1811 nadat de houten poldermolen op die plaats door brand vernield was. Bleef in gebruik tot 1927. Gerestaureerd in 1995.
- Rosmolen van het Hoog Kamerke
- Kapellebrug over de Blankenbergse Vaart
- Pompgemaal (Biezenstraat). Gebouwd rond 1868 als stoomgemaal, ter vervanging van een houten poldermolen. Werd in 1928 uitgerust met een dieselpomp. Nu elektrisch aangedreven.
- Vaartwegelkapel. 18de-eeuwse veldkapel aan de Vaartwegel, naast de Kapellebrug.
- Veldkapel van de Mareweg. Neogotische veldkapel op de kruising van de Molenweg en de Mareweg. Rond 1900 gebouwd op de plaats van een 18de-eeuwse stenen kapel. Werd in 2015 ernstig beschadigd bij een verkeersongeval, maar is sindsdien hersteld.

## Natuur en landschap
Meetkerke ligt in het West-Vlaams polderland op een hoogte van ongeveer 2 meter aan de Blankenbergse Vaart. In het zuiden vindt men de Meetkerkse Moeren, ooit een veenontginningsgebied, later een moeras, daarna een droogmakerij en tegenwoordig een natuurgebied. In het zuiden ligt het Kanaal Brugge-Oostende.

## Personen gelieerd met Meetkerke
- Adolf van Meetkerke, jurist, staatsman, humanist en schrijver.
- Gustaaf Hendrik Flamen, priester en schrijver; pastoor van Meetkerke van 1893 tot 1920.
- Jozef Geldhof, priester en schrijver; pastoor van Meetkerke van 1966 tot 1989.

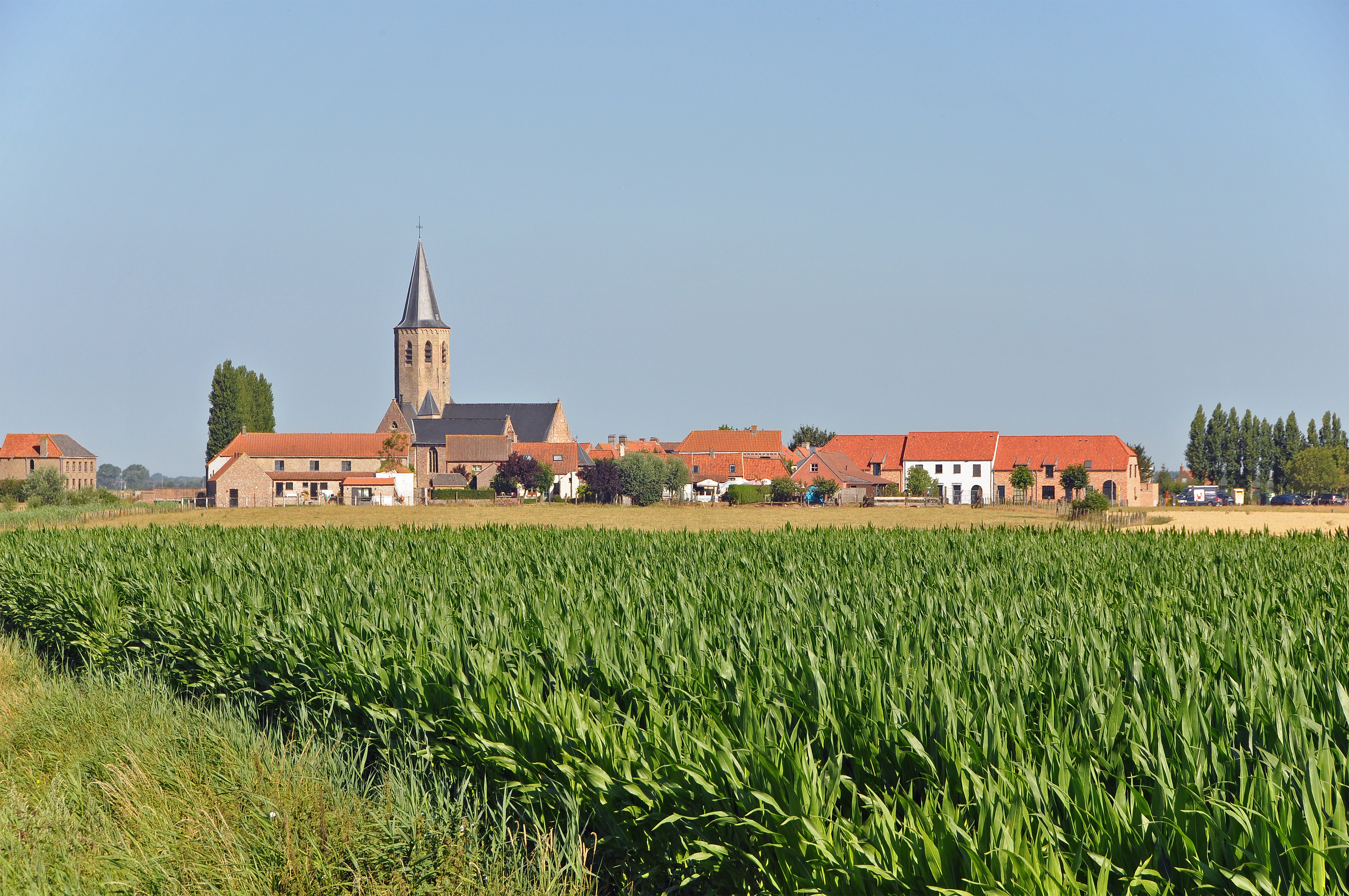
Meetkerke: algemeen gezicht vanuit het zuiden
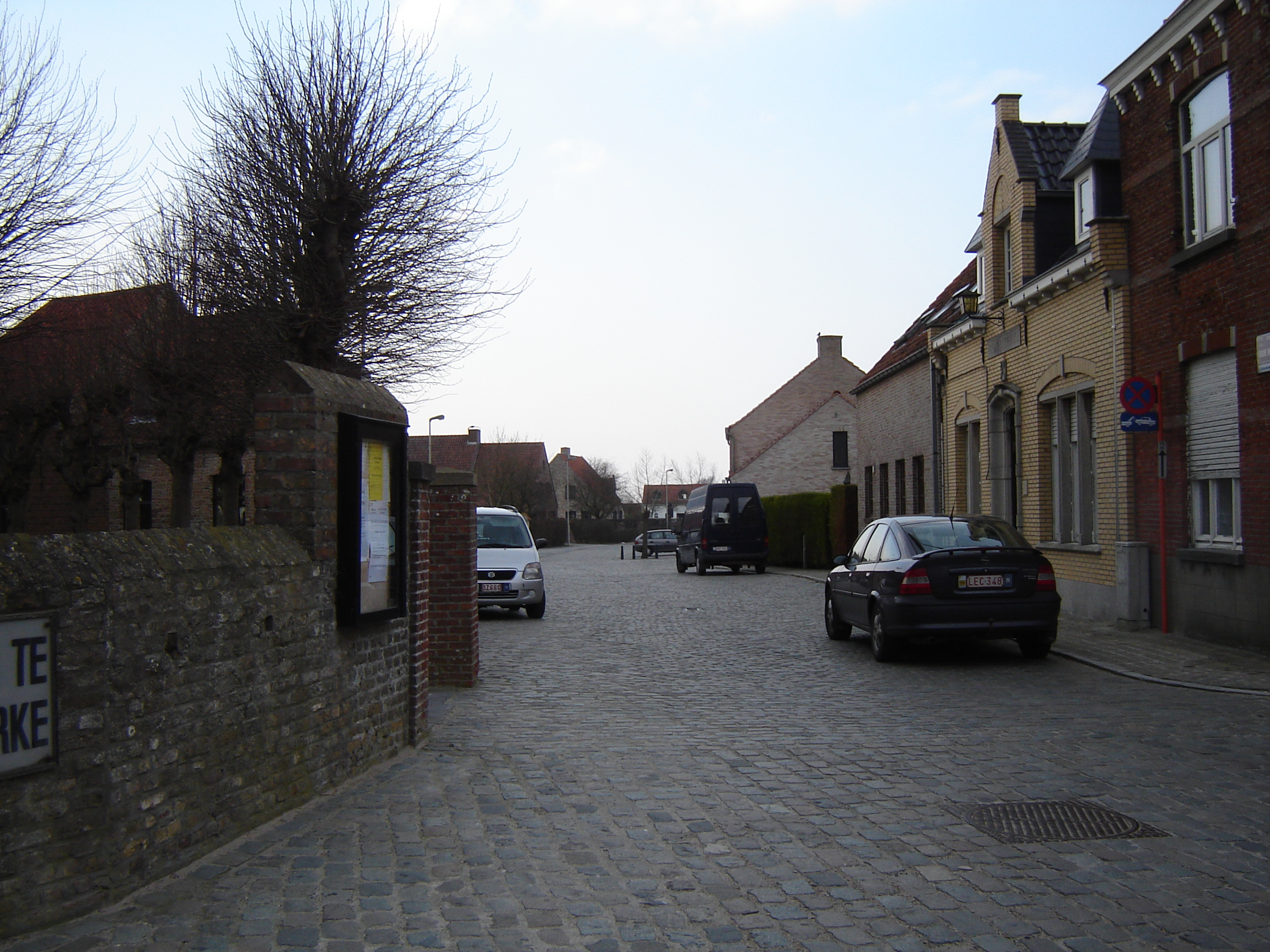
De Oude Molenweg, straat in dorpscentrum aan de kerk
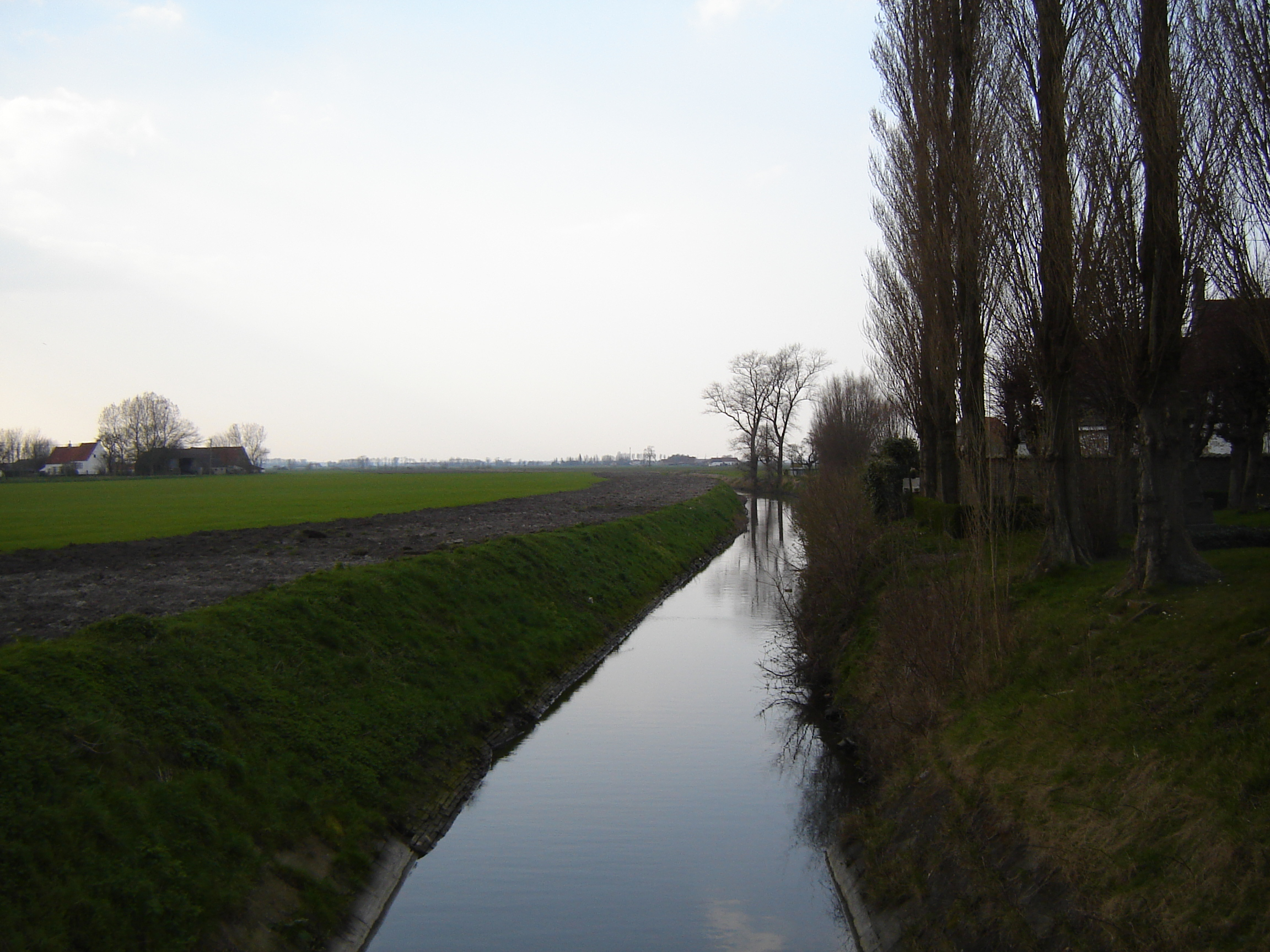
Blankenbergs vaartje, richting zee
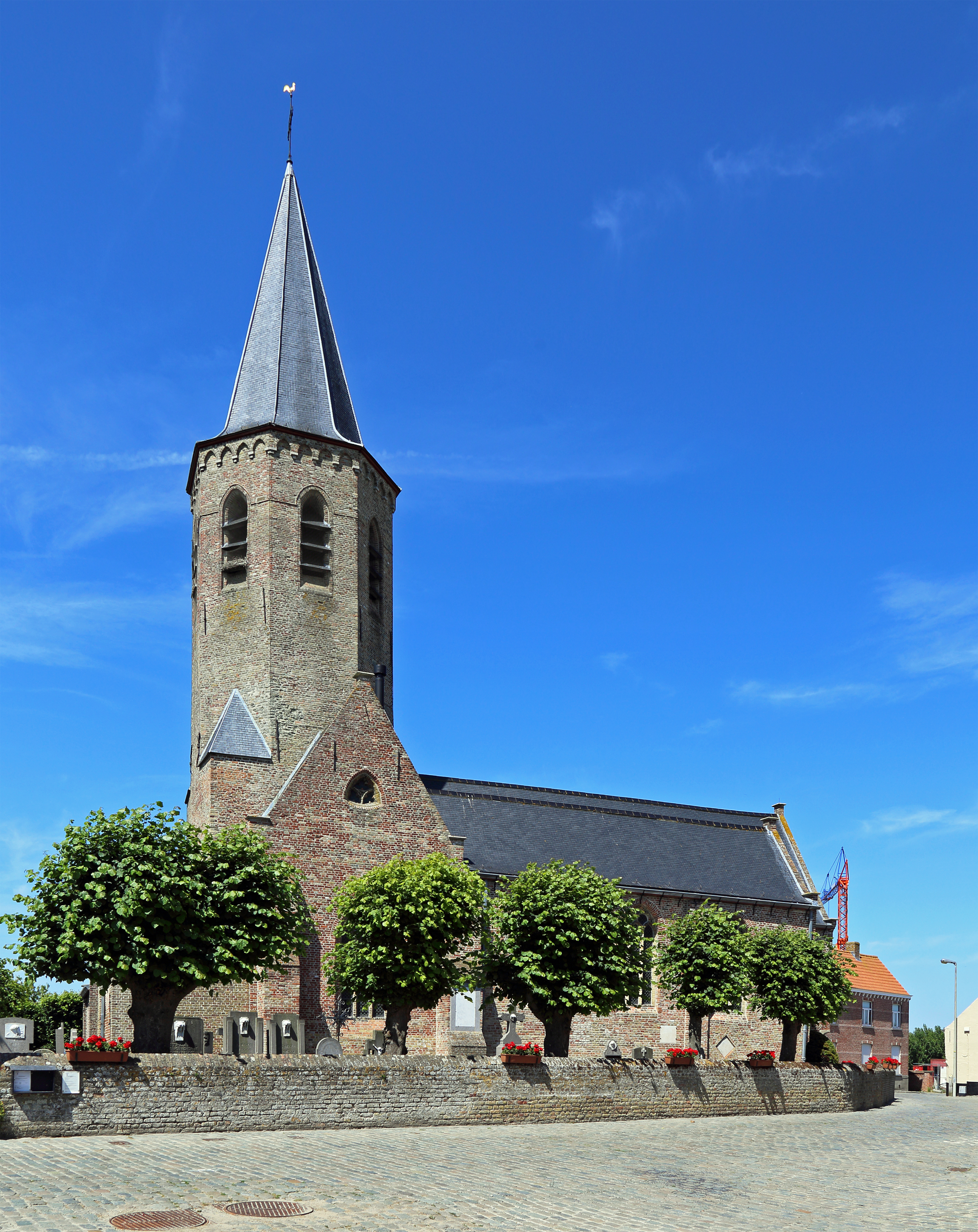
Onze-Lieve-Vrouw-Hemelvaartkerk
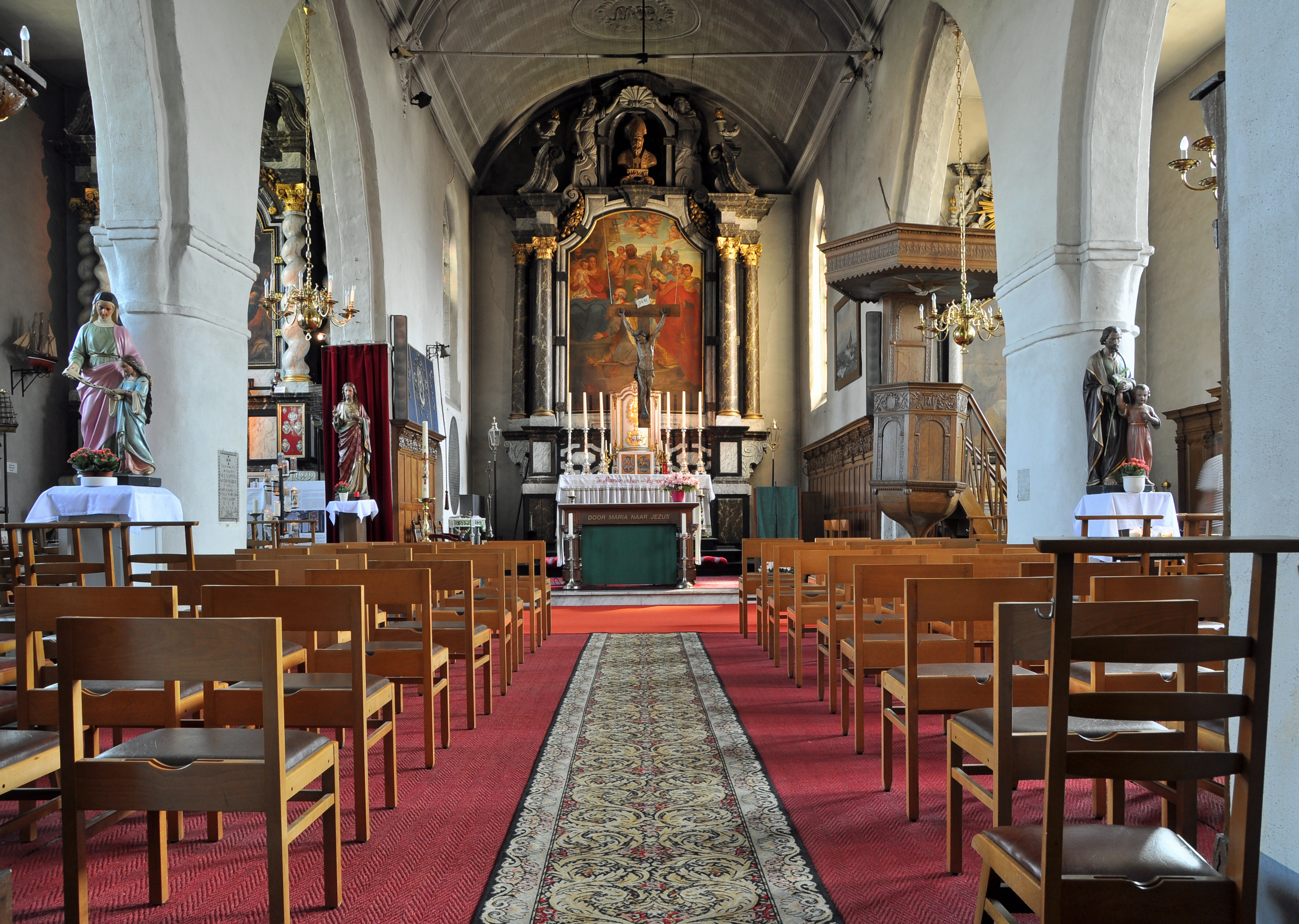
Interieur van de kerk
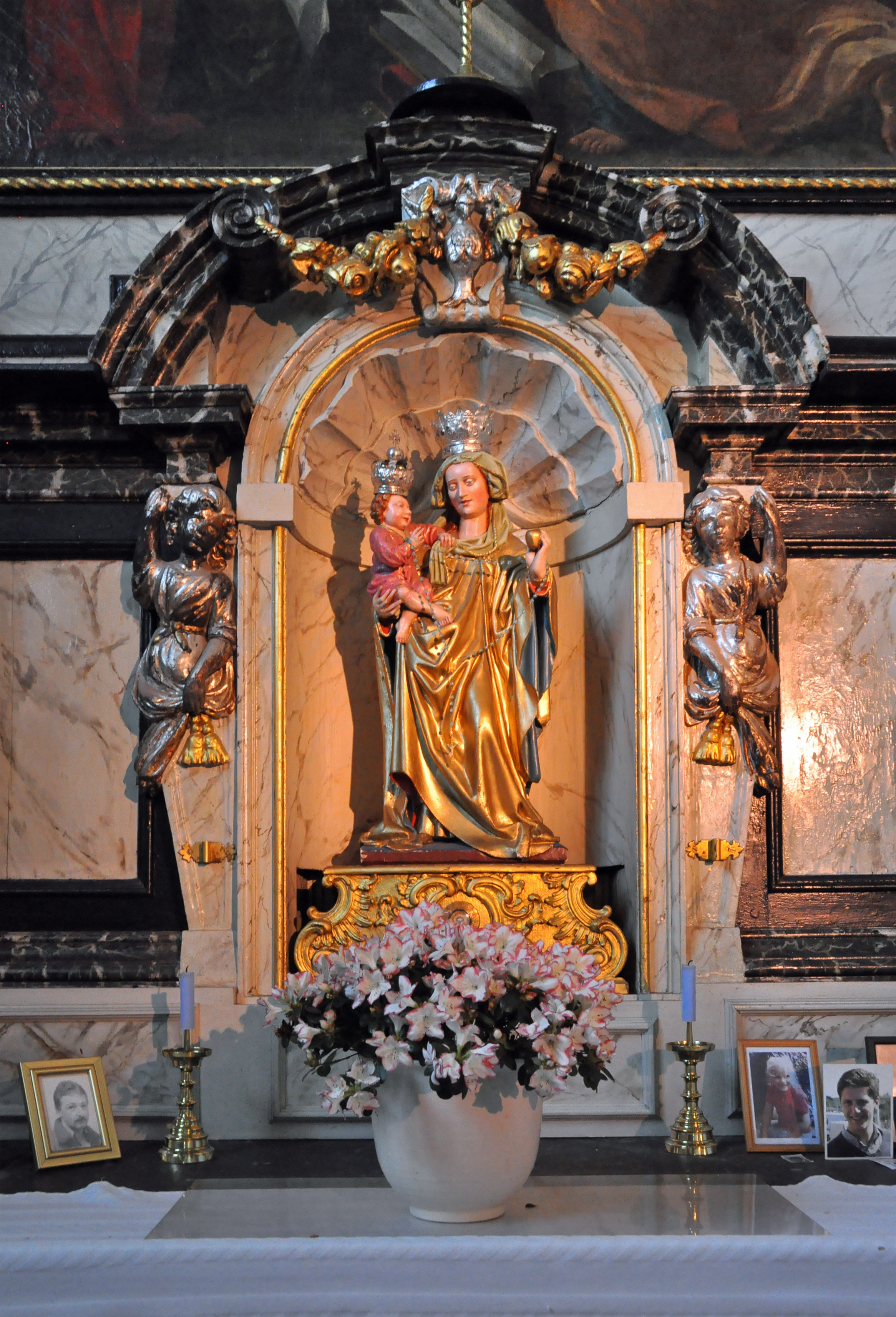
Het z.g. miraculeuze beeld van Onze-Lieve-Vrouw van Meetkerke
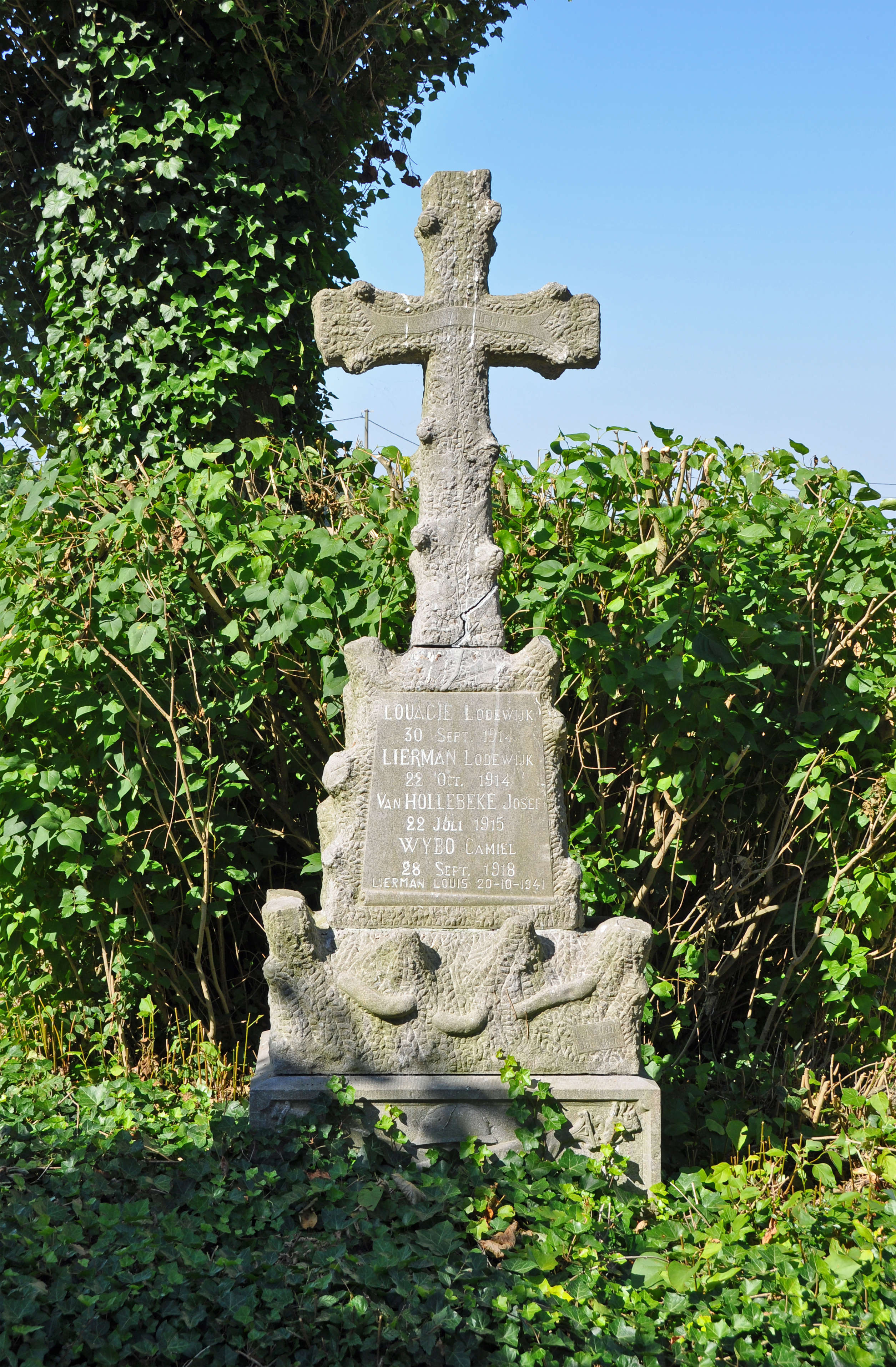
Gedenkkruis op het kerkhof voor de slachtoffers van de beide wereldoorlogen
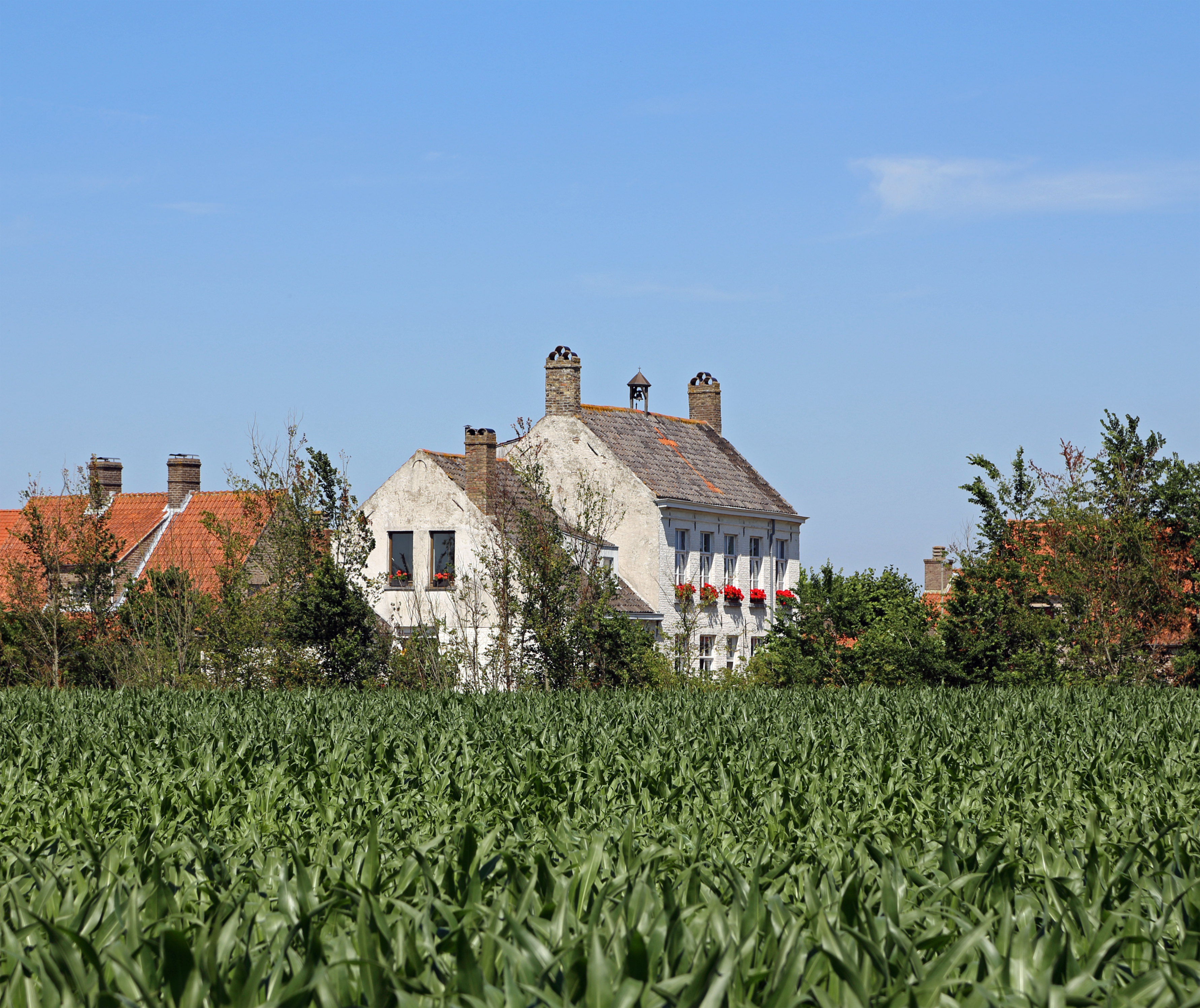
Voormalige pastorie
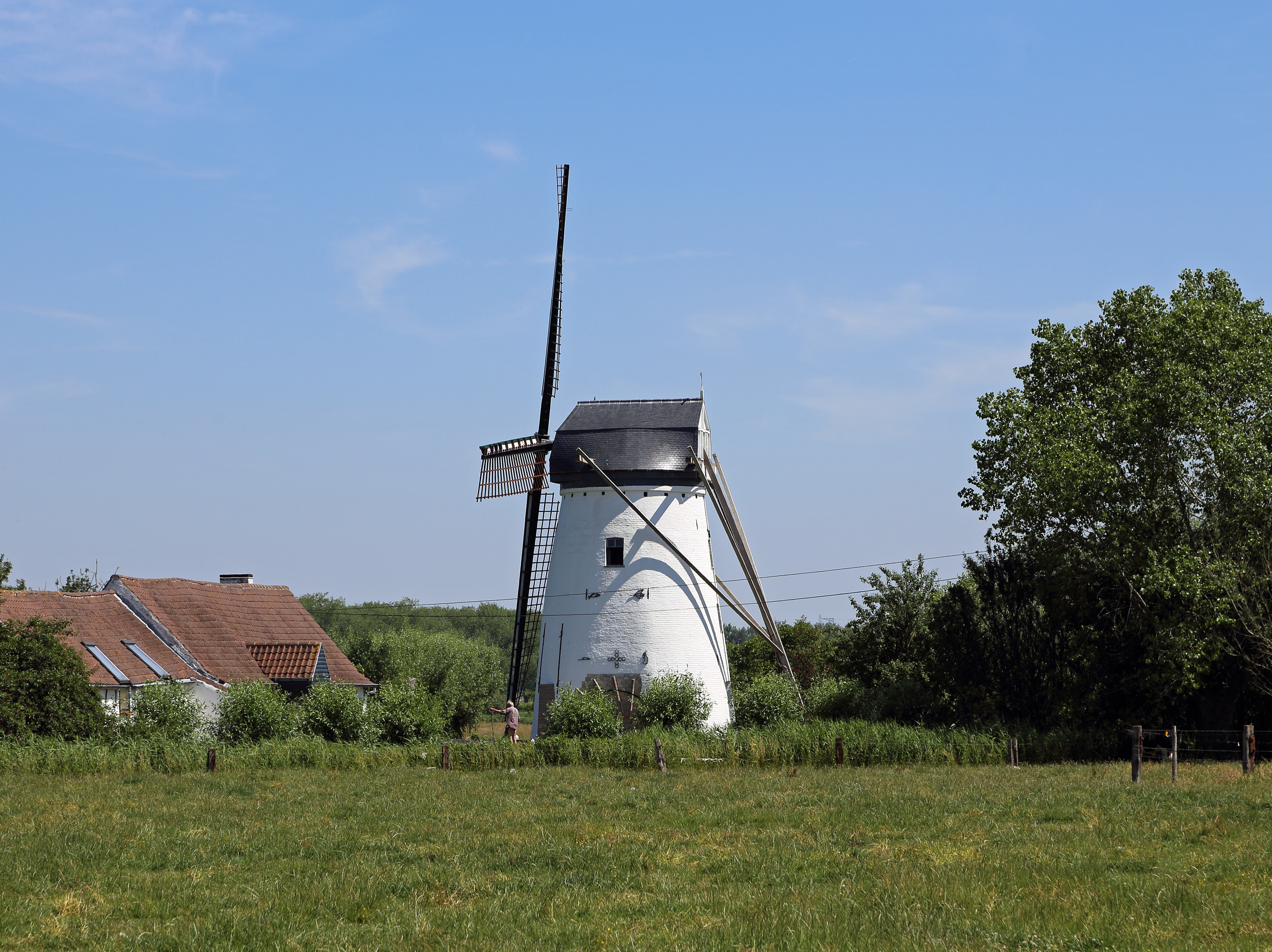
De Poldermolen van de Moere
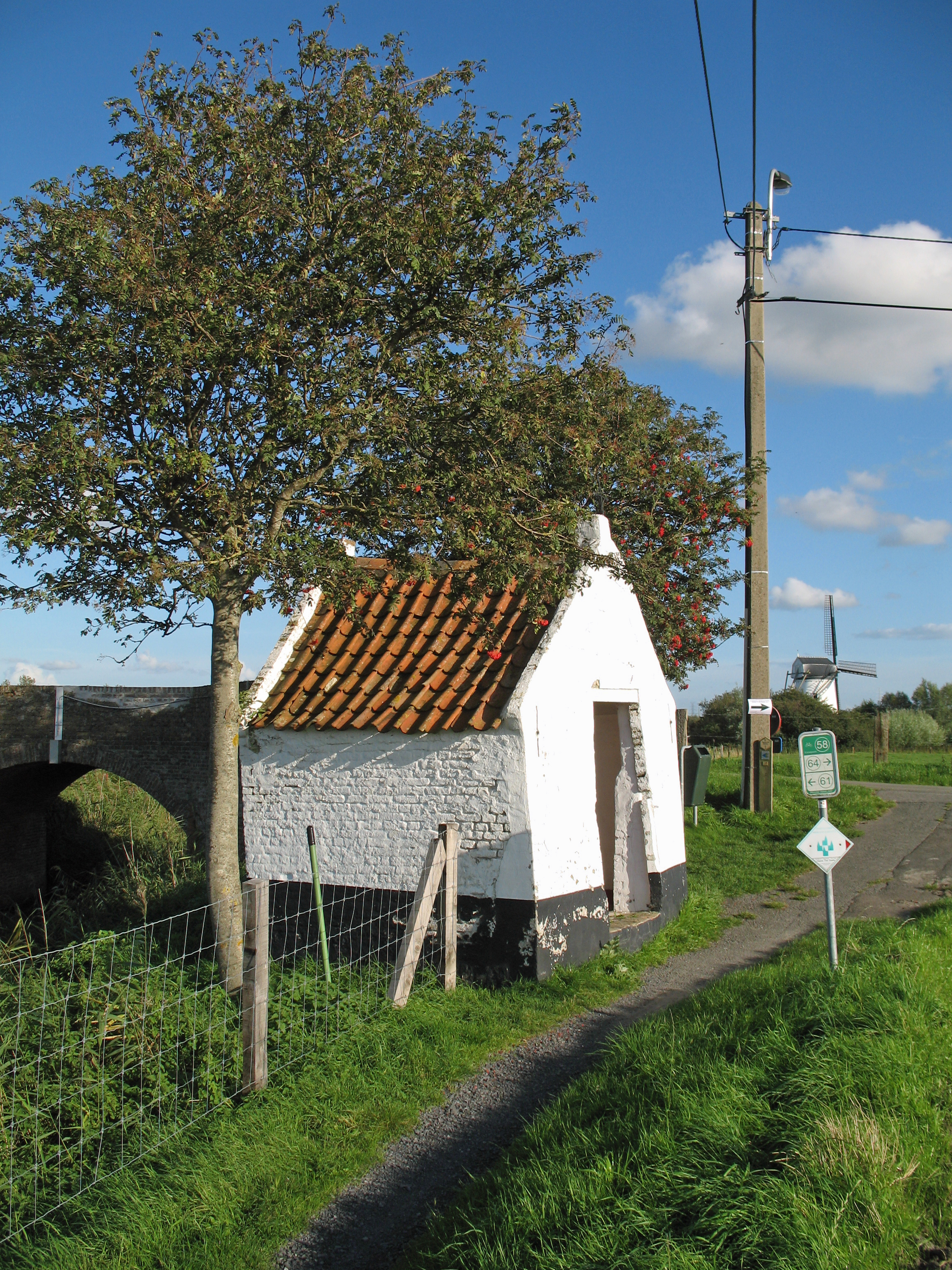
Vaartwegelkapel
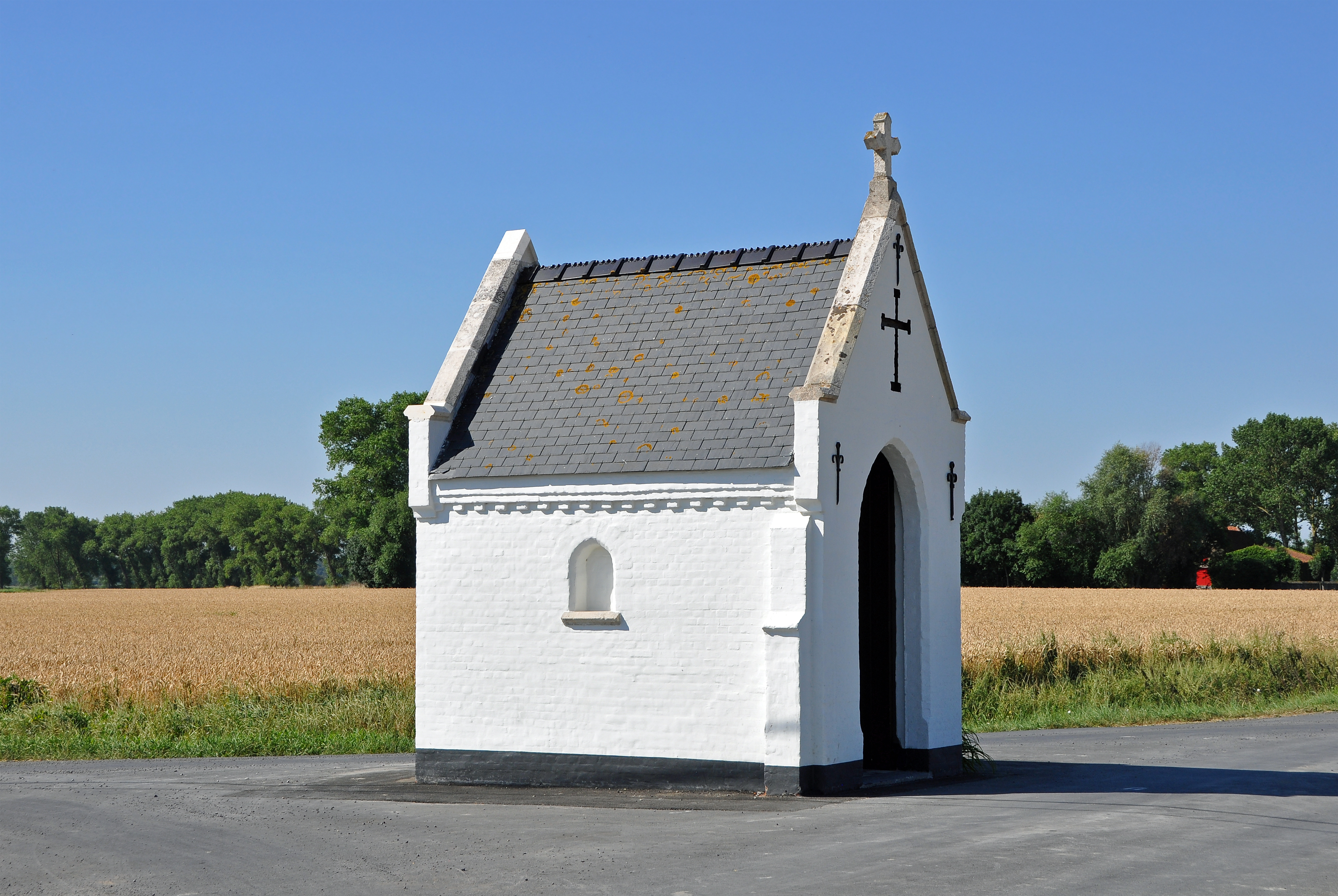
Veldkapel van de Mareweg
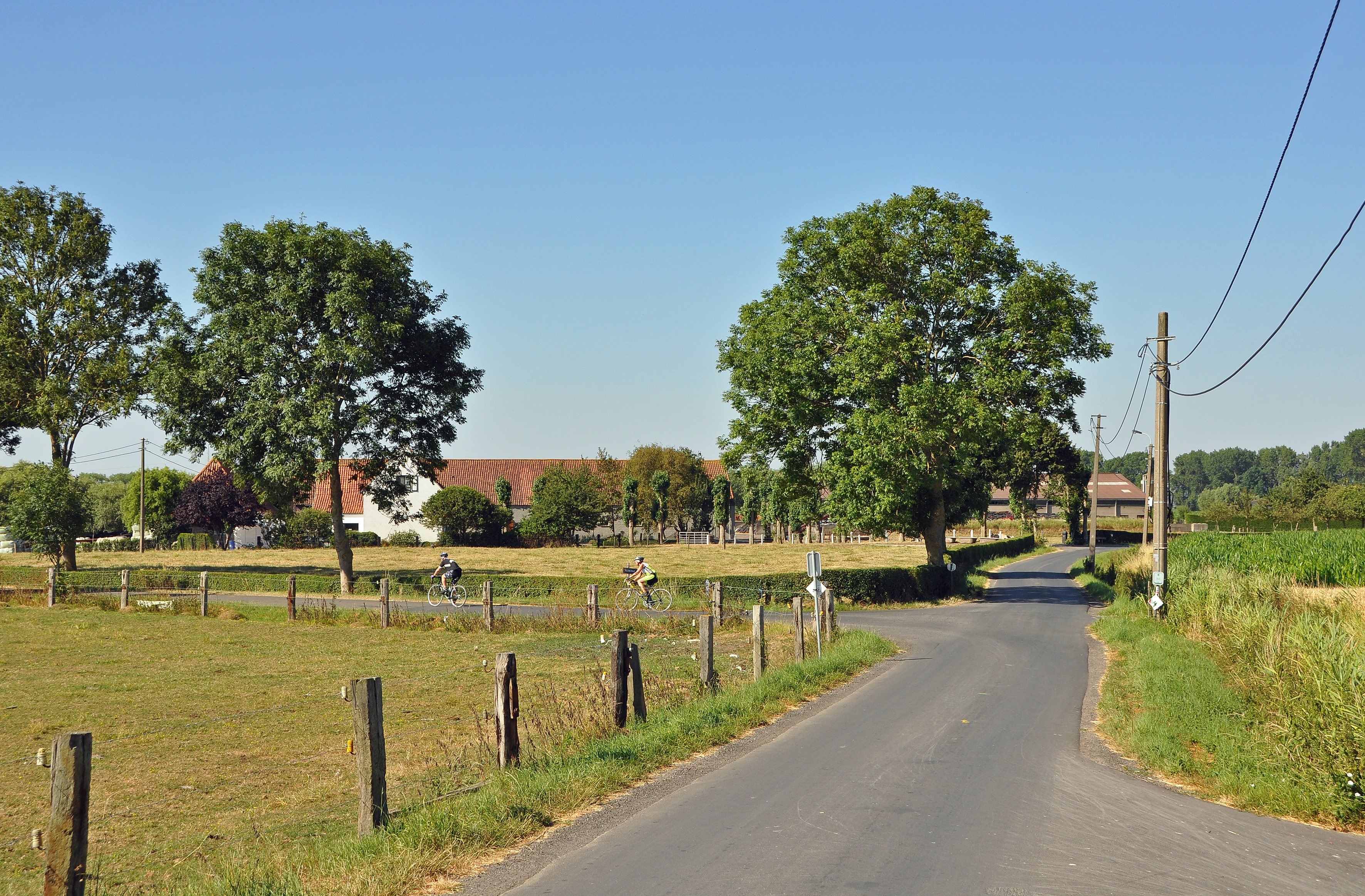
De Molenweg ten zuiden van het dorp: dit landschap maakt deel uit van het beschermde dorpsgezicht

## Nabijgelegen kernen
Zuienkerke, Houtave, Sint-Pieters-op-den-Dijk